# 비단털등줄쥐
비단털등줄쥐 또는 짧은꼬리비단털쥐(Cricetulus barabensis)는 비단털등줄쥐속에 속하는 햄스터의 일종이다. 시베리아와 몽골을 거쳐 중국과 한국에 분포하며, 꼬리가 긴 것이 특징이다.

## 같이 보기
- 한국의 포유동물